# Božo Potočnik
Božidar Potočnik (Zagreb, 19. srpnja 1932.), hrvatski je glazbenik, dirigent, skladatelj i glazbeni pedagog.
Glazbom se počinje baviti već u osmoj godini života, a od 1955. godine pristupa Ansamblu LADO u kojem svira više narodnih glazbala te vodi orkestar, a kasnije i zbor. Godine 1966. zajedno s bratom Zlatkom utemeljuje vokalni nonet Ladarice, a iste godine u sklopu tadašnje Televizije Zagreb osniva Redakciju narodne glazbe i običaja.
Od 1974. godine okreće se stvaranju folklornog programa u zemlji i inozemstvu, a od 1985. godine u Zagrebu vodi Glazbeni ansambl "Trešnjevka", u kojem piše i obrađuje narodnu i zabavnu glazbu.
Božo Potočnik svojim je radom uvelike utjecao na vrednovanje narodne glazbe u hrvatskoj kulturi, kao i njezinu primjenu u ostalim glazbenim žanrovima.

## Životopis
Božo Potočnik rođen je 19. srpnja 1932. godine u Zagrebu. Godine 1959. na Filozofskom fakultetu u Zagrebu završio je studij književnosti, a glazbom se počeo baviti u ranoj mladosti. U početku je bio samouk, a potkraj 2. svjetskog rata počinje sudjelovati u amaterskim tamburaškim i folklornim društvima. Postaje članom novoosnovanog mandolinističkog orkestra u željezničarskom društvu "Vinko Jeđut", a zbog svog virtuoznog sviranja mandoline vrlo brzo pristupa omladinskom društvu "Joža Vlahović", u kojemu još svira i tambure. Kao gimnazijalac u željezničarskoj koloniji u Maksimiru osniva dječji mandolinistički orkestar i zbor. Na mandolini svira mnoge žanrove od jazza do izletničkih pjesama, ali zbog nedovoljne afirmacije toga glazbala prelazi na tamburu (bisernica).
Godine 1955. dolazi u folklorni ansambl "LADO", u kojemu svira više narodnih glazbala, te kasnije vodi orkestar i zbor. Još kao član ansambla "LADO" zajedno s bratom Zlatkom 1966. godine osniva vokalni nonet "Ladarice". Za "Ladarice" obrađuje narodne popijevke i piše originalne skladbe, često s njima nastupa u radijskim i televizijskim emisijama, na festivalima i drugim priredbama te snima glazbene albume i glazbu za filmove.
Godine 1966. na Televiziji Zagreb osniva Redakciju narodne glazbe i običaja, te dugoročno koncipira njezin rad. U 25 godina vođenja te Redakcije okupio je veliki broj suradnika iz čitave Hrvatske i ostvario oko 5000 emitiranja hrvatskog folklora i narodne kulture na svim televizijskim postajama bivše Jugoslavije i mnogima u inozemstvu. Realizirao je i brojne studijske emisije uživo, kao i serije poput "Večer za tamburu", "Male priče", "Raspuća", "Susret na žici" i druge. U tom je razdoblju kao gost-dirigent nekoliko godina vodio Tamburaški orkestar Radio Zagreba, s kojim je snimio mnogobrojne obrade narodnih pjesama, ali i popularnih zabavnoglazbenih uspješnica.
Godine 1974. intenzivno se okreće inozemstvu i radu s hrvatskim iseljenicima. S ansamblom Duquesne University Tamburitzans iz Pittsburgha surađuje oko 20 godina. Više puta putuje u Australiju u Sydney, Melbourne, Perth, Wooloongong, Geelong i Adelaide, gdje pokreće nekoliko tamburaških orkestara i sviranju tambura podučava djecu hrvatskih iseljenika. Također kraće vrijeme djeluje u Mađarskoj i Kanadi (Toronto), dok je nekoliko desetljeća bio prisutan među Gradišćanskim Hrvatima u Austriji.
Od 1985. godine vodi Glazbeni ansambl "Trešnjevka" iz Zagreba, u kojemu nastoji proširiti izvedbene mogućnosti tambure.
U svojoj karijeri obradio je više od 800 napjeva iz starijeg i novijeg folklornog naslijeđa, te popularne i zabavne glazbe. Napisao je oko 150 originalnih skladbi (pretežno za tambure), te filmske i kazališne glazbe.
Član je Hrvatskog društva skladatelja.

## Nagrade i priznanja
Božo Potočnik dobitnik je brojnih nagrada i priznanja u zemlji i inozemstvu za autorski i organizacijski rad na promicanju hrvatske narodne kulture i baštine. Predsjednik Republike Hrvatske dr. Franjo Tuđman odlikovao ga je 1997. Redom Danice Hrvatske s likom Marka Marulića i 1999. Redom hrvatskog pletera.
- 1998. – medijska nagrada KOR za životno djelo
- 1998. – Zlatna plaketa STATUS povodom 45 godina umjetničkog rada[7]

Porin
- 2003. – nagrada za najbolju izvedbu folklorne glazbe, album "Na zelenom travniki"
- 2005. – nagrada za životno djelo i poseban doprinos vrednovanju narodne glazbe u hrvatskoj kulturi

## Vanjske poveznice
- Hrvatsko društvo skladatelja: Potočnik, Božo (životopis)
- www.porin.info – Božo Potočnik (životopis)
- HDS ZAMP – Baza autora: Božo Potočnik (popis djela)